# Oenosandra duponcheli
Oenosandra duponcheli är en fjärilsart som beskrevs av Walker. Oenosandra duponcheli ingår i släktet Oenosandra och familjen Oenosandridae. Inga underarter finns listade i Catalogue of Life.